# Atletiek op de Olympische Zomerspelen 1908

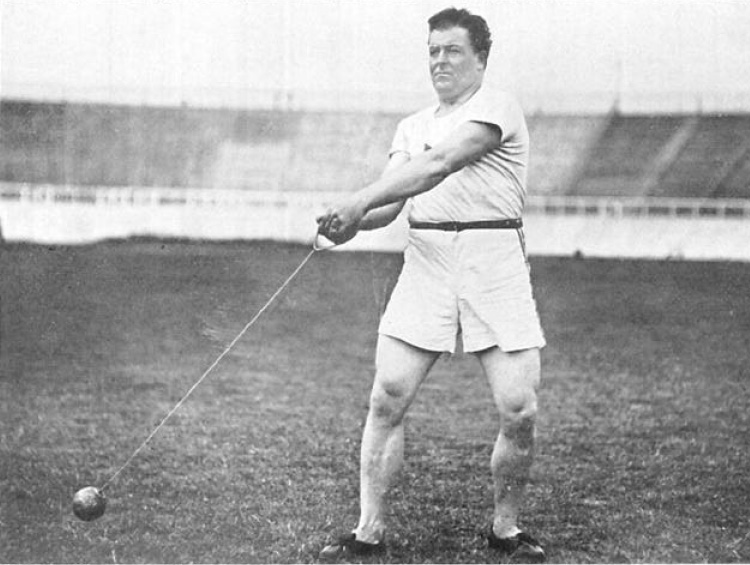
John Flanagan in actie tijdens het kogelslingeren.

Atletiek is een van de sporten die beoefend werden tijdens de Olympische Zomerspelen 1908 in Londen.

## Mannen

### 100 m
| rang   | sporter(s)         | land | tijd      |
| ------ | ------------------ | ---- | --------- |
| Goud   | Reggie Walker      | RSA  | OR 10,8 * |
| Zilver | James Rector       | USA  | 10,9      |
| Brons  | Bobby Kerr         | CAN  | 11,0      |
| 4      | Nathaniel Cartmell | USA  | 11,0      |

* Volgens Ekkerhard zur Megede liet James Rector zowel in de series als de halve finale reeds 10,8 s noteren, terwijl Reggie Walker deze tijd eveneens in de halve finale realiseerde. Het OR van Walker in de finale was dus in feite een evenaring.

### 200 m
| rang   | sporter(s)         | land | tijd |
| ------ | ------------------ | ---- | ---- |
| Goud   | Bobby Kerr         | CAN  | 22,6 |
| Zilver | Robert Cloughen    | USA  | 22,6 |
| Brons  | Nathaniel Cartmell | USA  | 22,7 |
| 4      | George A. Hawkins  | GBR  | 22,8 |

### 400 m
| rang        | sporter(s)        | land | tijd |
| ----------- | ----------------- | ---- | ---- |
| Goud        | Wyndham Halswelle | GBR  | 50,0 |
|             | William Robbins   | USA  | DNS  |
| John Taylor | USA               | DNS  |      |
|             | John C. Carpenter | USA  | DQ   |

Na diskwalificatie van John Carpenter moest de finale nogmaals gelopen worden, hierbij kwamen de Amerikanen uit protest niet opdagen.
Wyndham Halswelle liep een OR in de halve finales, tijd 48,4 s.

### 800 m
| rang                   | sporter(s)    | land | tijd      |
| ---------------------- | ------------- | ---- | --------- |
| Goud                   | Mel Sheppard  | USA  | WR 1.52,8 |
| Zilver                 | Emilio Lunghi | ITA  | 1.54,2    |
| Brons                  | Hanns Braun   | GER  | 1.55,2    |
| 4                      | Ödön Bodor    | HUN  | 1.55,4    |
| 5                      | Theodore Just | GBR  | 1.56,4    |
| 6                      | John Halstead | USA  |           |
|                        | Clarke Beard  | USA  | DQ        |
| Ivo Fairbairn-Crawford | GBR           | DQ   |           |

### 1500 m
| rang          | sporter(s)             | land | tijd      |
| ------------- | ---------------------- | ---- | --------- |
| Goud          | Mel Sheppard           | USA  | OR 4.03,4 |
| Zilver        | Harold A. Wilson       | GBR  | 4.03,6    |
| Brons         | Norman Hallows         | GBR  | 4.04,0    |
| 4             | John Tait              | CAN  | 4.06,8    |
| 5             | Ivo Fairbairn-Crawford | GBR  | 4.07,6    |
| 6             | Joe Deakin             | GBR  | 4.07,9    |
|               | James P. Sullivan      | USA  | DNF       |
| Vincent Loney | GBR                    | DNF  |           |

Norman Hallows liep een OR in de halve finales, tijd 4.03,4.

### 5 mijl (8047 m)
| rang   | sporter(s)        | land | tijd    |
| ------ | ----------------- | ---- | ------- |
| Goud   | Emil Voigt        | GBR  | 25.11,2 |
| Zilver | Edward Owen       | GBR  | 25.24,0 |
| Brons  | Johan Svanberg    | SWE  | 25.37,2 |
| 4      | Charles Hefferon  | RSA  | 25.44,0 |
| 5      | Arthur Robertson  | GBR  | 26.13,0 |
| 6      | Frederick Meadows | CAN  |         |
| 7      | John Fitzgerald   | CAN  |         |
| 8      | Frederick Bellars | USA  |         |

### marathon
| rang   | sporter(s)        | land | tijd         |
| ------ | ----------------- | ---- | ------------ |
| Goud   | John Hayes        | USA  | OR 2:55.18,4 |
| Zilver | Charles Hefferon  | RSA  | 2:56.06,0    |
| Brons  | Joseph Forshaw    | USA  | 2:57.10,4    |
| 4      | Alton Welton      | USA  | 2:59.44,4    |
| 5      | William Wood      | CAN  | 3:01.44,0    |
| 6      | Frederick Simpson | CAN  | 3:04.28,2    |
| 7      | Harry Lawson      | CAN  | 3:06.47,2    |
| 8      | Johan Svanberg    | SWE  | 3:07.50,8    |

### 110 m horden
| rang   | sporter(s)       | land | tijd    |
| ------ | ---------------- | ---- | ------- |
| Goud   | Forrest Smithson | USA  | WR 15,0 |
| Zilver | John Garrels     | USA  | 15,7    |
| Brons  | Arthur Shaw      | USA  | 15,8    |
| 4      | William Rand     | USA  | 16,0    |

### 400 m horden
| rang   | sporter(s)      | land | tijd    |
| ------ | --------------- | ---- | ------- |
| Goud   | Charles Bacon   | USA  | WR 55,0 |
| Zilver | Harry Hillman   | USA  | 55,3    |
| Brons  | Leonard Tremeer | GBR  | 57,0    |
| 4      | Leslie Burton   | GBR  | 58,0    |

### 3200 m steeple chase
| rang   | sporter(s)        | land | tijd       |
| ------ | ----------------- | ---- | ---------- |
| Goud   | Arthur Russell    | GBR  | WR 10.47,8 |
| Zilver | Arthur Robertson  | GBR  | 10.48,4    |
| Brons  | John Eisele       | USA  | 11.00,8    |
| 4      | Guy Holdaway      | GBR  | 11.26,0    |
| 5      | Harold Sewell     | GBR  |            |
| 6      | William Galbraith | CAN  |            |

### Olympische estafette
| rang   | sporter(s)                                                      | land | tijd   |
| ------ | --------------------------------------------------------------- | ---- | ------ |
| Goud   | William F. Hamilton Nathaniel Cartmell John Taylor Mel Sheppard | USA  | 3.29,4 |
| Zilver | Arthur Hoffmann Hans Eicke Otto Trieloff Hanns Braun            | GER  | 3.32,4 |
| Brons  | Pál Simon Frigyes Wiesner József Nagy Ödön Bodor                | HUN  | 3.32,5 |

Olympische estafette bestond uit 200 m, 200 m, 400 m en 800 m.

### 3 mijl team (4828 m)
| rang   | sporter(s)                                                                          | land | punten |
| ------ | ----------------------------------------------------------------------------------- | ---- | ------ |
| Goud   | Joe Deakin Arthur Robertson William Coales Harold A. Wilson Norman Hallows          | GBR  | 6      |
| Zilver | John Eisele George Bonhag Herbert Trube Gale Dull Harvey Cohn                       | USA  | 19     |
| Brons  | Louis Bonniot de Fleurac Joseph Dreher Paul Lizandier Jean Bouin Alexandre Fayollat | FRA  | 32     |

### 3500 m snelwandelen
| rang   | sporter(s)          | land | tijd    |
| ------ | ------------------- | ---- | ------- |
| Goud   | George Larner       | GBR  | 14.55,0 |
| Zilver | Ernest Webb         | GBR  | 15.07,4 |
| Brons  | Harry Kerr          | ANZ  | 15.43,4 |
| 4      | George Goulding     | CAN  | 15.49,8 |
| 5      | Arthur Rowland      | ANZ  | 16.07,0 |
| 6      | Charles Vestergaard | DEN  | 17.21,8 |
| 7      | Einar Rothman       | SWE  | 17.50,0 |
|        | William J. Palmer   | GBR  | DNF     |
|        | Richard Harrison    | GBR  | DQ      |

### 10 mijl snelwandelen (16,093 km)
| rang   | sporter(s)        | land | tijd      |
| ------ | ----------------- | ---- | --------- |
| Goud   | George Larner     | GBR  | 1:15.57,4 |
| Zilver | Ernest Webb       | GBR  | 1:17.31,0 |
| Brons  | Edward Spencer    | GBR  | 1:21.20,2 |
| 4      | Frank Carter      | GBR  | 1:21.20,2 |
| 5      | Ernest Larner     | GBR  | 1:24.26,2 |
| 6      | William J. Palmer | GBR  |           |
|        | Richard Harrison  | GBR  | DNF       |
|        | Harry Kerr        | ANZ  | DNS       |

### hoogspringen
| rang   | sporter(s)       | land | hoogte     |
| ------ | ---------------- | ---- | ---------- |
| Goud   | Harry Porter     | USA  | OR 1,905 m |
| Zilver | Géo André        | FRA  | 1,88 m     |
| Zilver | István Somodi    | HUN  | 1,88 m     |
| Zilver | Con Leahy        | GBR  | 1,88 m     |
| 5      | Herbert Gidney   | USA  | 1,85 m     |
| 5      | Thomas Moffitt   | USA  | 1,85 m     |
| 7      | Norman Patterson | USA  | 1,83 m     |
| 8      | Axel Hedenlund   | SWE  | 1,80 m     |

### polsstokhoogspringen
| rang  | sporter(s)       | land | hoogte    |
| ----- | ---------------- | ---- | --------- |
| Goud  | Edward Cook      | USA  | OR 3,71 m |
| Goud  | Alfred Gilbert   | USA  | OR 3,71 m |
| Brons | Edward Archibald | CAN  | 3,58 m    |
| Brons | Charles Jacobs   | USA  | 3,58 m    |
| Brons | Bruno Söderström | SWE  | 3,58 m    |
| 6     | Georgios Banikas | GRE  | 3,50 m    |
| 6     | Samuel Bellah    | USA  | 3,50 m    |
| 8     | Szathmáry Károly | HUN  | 3,34 m    |

### verspringen
| rang   | sporter(s)           | land | afstand   |
| ------ | -------------------- | ---- | --------- |
| Goud   | Frank Irons          | USA  | OR 7,48 m |
| Zilver | Daniel Kelly         | USA  | 7,09 m    |
| Brons  | Calvin Bricker       | CAN  | 7,08 m    |
| 4      | Edward Cook          | USA  | 6,97 m    |
| 5      | John Brennan         | USA  | 6,86 m    |
| 6      | Frank Mount Pleasant | USA  | 6,82 m    |
| 7      | Albert Weinstein     | GER  | 6,77 m    |
| 8      | Tim Ahearne          | GBR  | 6,72 m    |

### hink-stap-springen
| rang   | sporter(s)              | land | afstand    |
| ------ | ----------------------- | ---- | ---------- |
| Goud   | Tim Ahearne             | GBR  | WR 14,92 m |
| Zilver | John Garfield MacDonald | CAN  | 14,76 m    |
| Brons  | Edvard Larsen           | NOR  | 14,39 m    |
| 4      | Calvin Bricker          | CAN  | 14,09 m    |
| 5      | Platt Adams             | USA  | 14,07 m    |
| 6      | Frank Mount Pleasant    | USA  | 13,97 m    |
| 7      | Karl Fryksdal           | SWE  | 13,65 m    |
| 8      | John Brennan            | USA  | 13,59 m    |

### hoogspringen uit stand
| rang   | sporter(s)               | land | hoogte  |
| ------ | ------------------------ | ---- | ------- |
| Goud   | Ray Ewry                 | USA  | 1,575 m |
| Zilver | Konstantinos Tsiklitiras | GRE  | 1,55 m  |
| Zilver | John Biller              | USA  | 1,55 m  |
| 4      | Leroy Holmes             | USA  | 1,52 m  |
| 5      | Platt Adams              | USA  | 1,47 m  |
| 5      | Géo André                | FRA  | 1,47 m  |
| 5      | Alfred Motté             | FRA  | 1,47 m  |

### verspringen uit stand
| rang   | sporter(s)               | land | afstand |
| ------ | ------------------------ | ---- | ------- |
| Goud   | Ray Ewry                 | USA  | 3,33 m  |
| Zilver | Konstantinos Tsiklitiras | GRE  | 3,235 m |
| Brons  | Martin Sheridan          | USA  | 3,23 m  |
| 4      | John Biller              | USA  | 3,21 m  |
| 5      | Ragnar Ekberg            | SWE  | 3,19 m  |
| 6      | Platt Adams              | USA  | 3,11 m  |
| 6      | Leroy Holmes             | USA  | 3,11 m  |

### kogelstoten
| rang   | sporter(s)      | land | afstand |
| ------ | --------------- | ---- | ------- |
| Goud   | Ralph Rose      | USA  | 14,21 m |
| Zilver | Denis Horgan    | GBR  | 13,62 m |
| Brons  | John Garrels    | USA  | 13,18 m |
| 4      | Wesley Coe      | USA  | 13,07 m |
| 5      | Edward Barrett  | GBR  | 12,89 m |
| 6      | Marquis Horr    | USA  | 12,83 m |
| 7      | Jalmari Sauli   | FIN  | 12,58 m |
| 8      | Leander Talbott | USA  | 11,63 m |

### discuswerpen
| rang   | sporter(s)      | land | afstand    |
| ------ | --------------- | ---- | ---------- |
| Goud   | Martin Sheridan | USA  | OR 40,89 m |
| Zilver | Merritt Giffin  | USA  | 40,70 m    |
| Brons  | Marquis Horr    | USA  | 39,45 m    |
| 4      | Verner Järvinen | FIN  | 39,43 m    |
| 5      | Arthur Dearborn | USA  | 38,52 m    |
| 6      | Leander Talbott | USA  | 38,40 m    |
| 7      | Juraj Luntzer   | HUN  | 38,34 m    |
| 8      | André Tison     | FRA  | 38,30 m    |

### discuswerpen (Griekse stijl)
| rang   | sporter(s)          | land | afstand |
| ------ | ------------------- | ---- | ------- |
| Goud   | Martin Sheridan     | USA  | 38,00 m |
| Zilver | Marquis Horr        | USA  | 37,32 m |
| Brons  | Verner Järvinen     | FIN  | 36,48 m |
| 4      | Arthur Dearborn     | USA  | 35,65 m |
| 5      | Mikhail Dorizas     | GRE  | 33,34 m |
| 6      | Nikolaos Georgantas | GRE  | 33,21 m |
| 7      | István Mudin        | HUN  | 33,11 m |
| 8      | Wilbur Burroughs    | USA  | 32,81 m |

### kogelslingeren
| rang   | sporter(s)      | land | afstand    |
| ------ | --------------- | ---- | ---------- |
| Goud   | John Flanagan   | USA  | OR 51,92 m |
| Zilver | Matt McGrath    | USA  | 51,18 m    |
| Brons  | Con Walsh       | CAN  | 48,51 m    |
| 4      | Thomas Nicolson | GBR  | 48,09 m    |
| 5      | Leander Talbott | USA  | 47,86 m    |
| 6      | Marquis Horr    | USA  | 46,94 m    |
| 7      | Simon Gillis    | USA  | 45,59 m    |
| 8      | Eric Lemming    | SWE  | 43,06 m    |

### speerwerpen
| rang   | sporter(s)      | land | afstand    |
| ------ | --------------- | ---- | ---------- |
| Goud   | Eric Lemming    | SWE  | WR 54,83 m |
| Zilver | Arne Halse      | NOR  | 50,57 m    |
| Brons  | Otto Nilsson    | SWE  | 47,10 m    |
| 4      | Aarne Salovaara | FIN  | 45,89 m    |
| 5      | Armas Pesonen   | FIN  | 45,18 m    |
| 6      | Juho Halme      | FIN  | 44,96 m    |
| 7      | Jalmari Sauli   | FIN  |            |

### speerwerpen (vrije stijl)
| rang   | sporter(s)         | land | afstand |
| ------ | ------------------ | ---- | ------- |
| Goud   | Eric Lemming       | SWE  | 54,44 m |
| Zilver | Mikhail Dorizas    | GRE  | 51,36 m |
| Brons  | Arne Halse         | NOR  | 49,73 m |
| 4      | Kharalambos Zouras | GRE  | 48,61 m |
| 5      | Hugo Wieslander    | SWE  | 47,56 m |
| 6      | Armas Pesonen      | FIN  | 46,08 m |
| 7      | Imre Mudin         | HUN  | 45,96 m |
| 8      | Jalmari Sauli      | FIN  | 43,30 m |

## Medaillespiegel
| rang   | land             | goud | zilver | brons | totaal |
| ------ | ---------------- | ---- | ------ | ----- | ------ |
| 1      | Verenigde Staten | 16   | 10     | 8     | 34     |
| 2      | Groot-Brittannië | 7    | 7      | 3     | 17     |
| 3      | Zweden           | 2    | 0      | 3     | 5      |
| 4      | Canada           | 1    | 1      | 4     | 6      |
| 5      | Zuid-Afrika      | 1    | 1      | 0     | 2      |
| 6      | Griekenland      | 0    | 3      | 0     | 3      |
| 7      | Noorwegen        | 0    | 1      | 2     | 3      |
| 8      | Duitsland        | 0    | 1      | 1     | 2      |
| 8      | Frankrijk        | 0    | 1      | 1     | 2      |
| 8      | Hongarije        | 0    | 1      | 1     | 2      |
| 11     | Italië           | 0    | 1      | 0     | 1      |
| 12     | Australazië      | 0    | 0      | 1     | 1      |
| 12     | Finland          | 0    | 0      | 1     | 1      |
| totaal | totaal           | 27   | 27     | 25    | 79     |

Athene 1896 · Parijs 1900 · St. Louis 1904 · Londen 1908 · Stockholm 1912 · Antwerpen 1920 · Parijs 1924 · Amsterdam 1928 · Los Angeles 1932 · Berlijn 1936 · Londen 1948 · Helsinki 1952 · Melbourne 1956 · Rome 1960 · Tokio 1964 · Mexico-stad 1968 · München 1972 · Montréal 1976 · Moskou 1980 · Los Angeles 1984 · Seoel 1988 · Barcelona 1992 · Atlanta 1996 · Sydney 2000 · Athene 2004 · Peking 2008 · Londen 2012 · Rio de Janeiro 2016  · Tokio 2020  · Parijs 2024  · Los Angeles 2028 
Medaillewinnaars mannen · vrouwen · gemengd
Atletiek · Boksen · Boogschieten · Hockey · Jeu de paume · Kunstrijden · Lacrosse · Motorbootracen · Polo · Rackets · Roeien · Rugby · Schermen · Schietsport · Schoonspringen · Tennis · Touwtrekken · Turnen · Voetbal · Waterpolo · Wielersport · Worstelen · Zeilen · Zwemmen